# قانون روابط موجر و مستأجر
قانون روابط موجر و مستأجر مصوب 1376/05/26 قانونی است که در آن مقرراتی برای روابط متعاقدین در عقد اجاره وضع گردیده‌است. این قانون در دو فصل «روابط موجر و مستأجر» و «سرقفلی» تدوین شده که مجموعاً مشتمل بر ۱۳ ماده است.

قانون روابط موجر و مستاجر مصوب 56 در 6فصل و 31ماده تنظیم شده است.